# バットマン (架空の人物)
バットマン（Batman）は、DCコミックスの出版するアメリカンコミック『バットマン』に登場する架空のスーパーヒーロー。ボブ・ケインとビル・フィンガーによって創造され、1939年に登場した。

## 概要
アーティストのボブ・ケインとライターのビル・フィンガーによって創造され、“Detective Comics”＃27（1939年5月）で初登場した。「Dark Knight（闇の騎士）」「World's Greatest Detective（世界最高の探偵）」「Caped Crusader（ケープを纏った十字軍騎士）」などの異名を持つ。ジョーカーやキャットウーマンには「Pointy Ears（とんがり耳）」と呼ばれる。
1939年に『ディテクティブ・コミックス』で初登場してからすぐにバットマンは人気となり、1940年にはコミックブック『バットマン』が発刊された。人気は1986年のフランク・ミラーの『バットマン: ダークナイト・リターンズ』で最高潮に達する。ワーナー・ブラザースによるバットマンの実写映画は、キャラクターに対する国民の関心を維持することに役立っている。“Detective Comics”＃38（1940年4月）でバットマンのサイドキック、ロビンが初登場した。ケインは「フィンガーの提案によって導入されたワトソン」と述べた 。子どもからの支持も取り入れることに成功し“Batman”の売上が倍増し、それが「子供のサイドキック」の増殖を引き起こした 。
アメリカのアイコンとして、バットマンはライセンスを取得し、世界中でさまざまな商品が販売されている。2011年5月のIGNにおける“Top 100 Comic Book Heroes”（コミックブックのヒーロートップ100）では第2位になった。
テレビアニメやテレビゲームではケビン・コンロイ、ブルース・グリーンウッド、ピーター・ウェラー、ジェイソン・オマラがバットマンの声を担当した。
実写作品ではルイス・ウィルソン、ロバート・ロウリー、アダム・ウェスト、マイケル・キートン、ヴァル・キルマー、ジョージ・クルーニー、クリスチャン・ベール、ベン・アフレック、イアン・グレン、ロバート・パティンソン、その他にジェイソン・サダイキスによって演じられている。
2024年9月16日、DCコミックスはこれまでの功績を称え、同月26日にカリフォルニア州ハリウッドにある歩道「ハリウッド・ウォーク・オブ・フェーム」に星が刻まれると同時に同歩道に星が刻まれた史上初めてのスーパーヒーローとして、ギネスワールドレコーズから世界記録として認定されることを発表した。

## 創造

### 影響
1939年にナショナル・アライド（のちのDCコミックス）が発行した『スーパーマン』が人気となり、編集者は多くのスーパーヒーローを要求した。ボブ・ケインがバットマンを設計した 。ビル・フィンガーは「ケインがバットマンと呼ばれるキャラクターのアイデアを持っていた」と語った。フィンガーはブルース・ウェインの名前を考案し、ロバート・ブルースとアンソニー・ウェインから取って名付けた。
ケインとフィンガーはバットマンの外見、性格、方法、および兵器の多くについてのインスピレーションを得るためにパルプフィクション、コミックストリップ、新聞に掲載された漫画など1930年代の大衆文化を参考にした 。バットマンは『紅はこべ（1903年、バロネス・オルツィ）』や『怪傑ゾロ（1919年、ジョンストン・マッカレー）』のような二重のアイデンティティーを持つ貴族の主人公のように、人前で馬鹿を演じることにより疑いを回避して英雄的行為を行う。ケインは“The Mark of Zorro”(1920年) や“The Bat Whispers ”(1930年)からインスピレーションを受けてキャラクターを設計した。フィンガーはパルプのヒーローからインスピレーションを受け、ドック・サヴェジ、シャドウ、ディック・トレイシー、およびシャーロック・ホームズのような探偵のキャラクターにした。

### 権利
ボブ・ケインは報酬と引き換えにバットマンの所有権を得る契約をした。ケインはすべてのバットマンのコミックで署名欄を作成し、ケインの名前は各話のタイトルページに必ず書かれていた。1960年代にコミックブックから姿を消したあとは、各話の作家やアーティストに置き換えられた。 1970年代には他の作家もケインと同じ手法を取った。しかし、ビル・フィンガーは同じ扱いを受けなかった。1974年にフィンガーが死亡した時点では、DCはバットマンの共同製作者として報酬を受け取っていなかった。2015年9月にDCエンターテイメントは、フィンガーがバットマンを創造した報酬を受け取ることを明らかにした。フィンガーの遺族とDCは交渉し、『バットマン vs スーパーマン ジャスティスの誕生』と『GOTHAM/ゴッサム』の第2シーズンの報酬を初めてバットマンの作成者として受け取った。コミックブックには「ビルフィンガーとボブ・ケインによって作成されたバットマン」と表記された。

### 初期
バットマンの最初の物語"The Case of the Chemical Syndicate "が“Detective Comics”#27に掲載された。フィンガーは「バットマンはもともとパルプのスタイルで描いていた」と述べた。バットマンは人気となり、その時点で“Detective Comics“のベストセラーとなった。同社の主要なスーパーヒーロー、バットマンとスーパーマンは同社の成功の礎であり 、業界で最も影響力のある出版社となった。最初のバットマンの要素にいくつかを加え、バットマンの描写はより進化した。ケインは、バットマンの下顎の輪郭をより顕著に描き、頭部の耳を長くした。ケインは「約一年後、彼は完全な姿の、私の成熟したバットマンだった」と述べた。
“Detective Comics”#29（1939年7月）にユーティリティベルト、#31（1939年9月）にバットラング、バットモービル、バットプレーン（のちのバットウイング）が登場した。“Detective Comics”#33（1939年11月）にキャラクターの原点が掲載され、彼の両親の死によって行動するバットマンの陰気なペルソナを確立する2ページの物語が繰り広げられる。フィンガーによって描かれたそれは、強盗に殺された両親の殺人を目撃した若いブルース・ウェインであることが示唆されている。数日後、両親の墓石の前で子供が「私の両親の霊に掛けて、すべての犯罪者と戦争し、私の人生の残りをかけて彼らに復讐する」と誓う
。
1942年にはバットマンの背後にいるライターやアーティストがバットマンの神話の基本的な要素のほとんどを確立していた。第二次世界大戦の次の年には、DCコミックスは「社会的な論評の陽気な少年ファンタジー」に賛成した。このアプローチの影響で、1940年代の「荒涼と威嚇するような世界観」は消え去り、バットマンは明るくカラフルな「社会のために行動する立派な市民」として描かれるようになった。

## 人物
本名はブルース・トマス・ウェイン (Bruce Thomas  Wayne)。
大企業「ウェイン・エンタープライズ」のオーナーであり、ゴッサム・シティの億万長者、慈善家。幼いころに眼前で両親のトーマスとマーサを強盗に殺害され、以来執事のアルフレッド・ペニーワースに育てられる。表舞台では著名な慈善家として福祉や雇用拡大のために活動する一方で、裏では両親の命を奪った犯人への復讐と恐怖からバットマンとして戦う。 
多くの心身共に強いヒーローとは異なり、彼は精神的な繊細さと葛藤を内包する人物像であることが特徴である。対外的には自由気ままで呑気な資産家を装っているが、その内面は自虐的・自嘲的かつストイックで、やや悲観的な現実主義者。全ての作品でトラウマに苦しみながら戦う。幼少期に洞窟で大量のコウモリに襲われた彼は、その後両親と観覧した演劇に登場したコウモリを怖がり、両親にせがんで劇場を途中退場した。その直後に強盗に両親を目の前で射殺され、「自分があと少し恐怖に耐えてさえいれば両親は死ななかった」という悔恨の念を今も抱える。多くを語らず、恋愛にも決して積極的ではないが、そのミステリアスな雰囲気はさまざまな女性から好意を抱かれ、結果として多くの恋愛を経験している（ただしそのほとんどは任務の一環や一時的なもので終わっている）。
ほとんどのスーパーヒーローと違って、バットマンはスーパーパワーを持っていない。彼は知恵と努力、武術、科学技術、莫大な富、脅迫、そして不屈の意志を駆使する。14歳から複数の大学で犯罪学・化学・法医学の知識を得るも、より実用的な技術を欲し世界各地を巡る。ヘンリー・ドゥカードからは犯人捕捉法、キリギ率いる忍びたちから忍術、アフリカの部族から狩猟技術、世界有数の暗殺者デビッド・カイン、ボクシング世界チャンピオンのテッド・グラントらから格闘技、オリバー・クイーンことグリーンアローからアーチェリー、ネパールの僧侶から地域伝来の治癒法、開業医から腹話術を教わる。20歳でFBIに入ろうとするも法律に沿った活動に限界を感じ、ゴッサム・シティに帰還する。
犯罪者に恐怖を与える「恐怖の象徴」が必要であると考え、彼自身の恐怖心の象徴でもあるコウモリを元にするバットマンというアイデンティティーを作り、活動を始める。自宅である大邸宅「ウェインマナー」の地下には洞窟があり、そこを秘密基地のバットケイブにしている。事件が起こるとゴッサム市警本部に設置されたサーチライトのバットシグナルが雲に向けて照射される。作品によって異なるが、執事のアルフレッドや警察本部長のジェームズ・ゴードンというような人間の支援を受けてゴッサム・シティで活躍しているのはフォーマットとして共通している。

## 能力と技術
バットマンは固有の超人的な力を持っていない。彼は自身の科学的知識、探偵のスキル、および競技的な腕前に依存している。バットマンは世界で最も偉大な探偵の1人、もしくは世界最大の犯罪解決者とみなされている。DCユニバースにおける最大の武術家の1人であり、天才的な知性を持ち人間の限界まで鍛えたフィジカルコンディショニングを有する者として記載されている 。
博学であり、バットマンの知識は数え切れないほどの分野にわたり、DCユニバースの他のキャラクターでは並ぶ者はいないとされる 。バットマンは犯罪との闘いに必要なスキルを取得するため、世界を旅してきた。“Superman: Doomed“ではスーパーマン、バットマンは地球上で最も華麗な心を持つ者であると考えられている。バットマンは無尽蔵の富を使い高度な技術を探求でき、そして熟練した科学者としてそれらを修正して使用することができる。
バットマンはDCユニバースのなかで最高の白兵戦を行える者として、127種類以上のさまざまな武道の訓練を受けている。テレパシーとマインドコントロールを物理的な苦痛で耐えることができる。変装、多言語、スパイ活動、悪名高いギャングであるマチス・マローンのアイデンティティーのもとで情報収集する。エクスポロジーを駆使することで、現れたり消えたり不可避の脱却をすることもできる。
バットマンの尋問は、建物の端で人を切るなど容疑者から情報を聞き出すために極端な方法を使用する。彼の威圧的で恐ろしい外見は、多くの場合に容疑者から情報を取得する際に必要なものである。バットマンの最も決定的な特徴にかかわらず、みずからの敵が彼を害する可能性を持つ者でも、自身の強い正義感から命を奪わない。
犯罪と戦うための修行のなかで、バットマンはさまざまなスキルを身に付けた。これにより多くの機械を操作することができる。いくつかの出版物では、魔術師の訓練を受ける。

## テクノロジー
バットスーツ
バットマンのコスチュームは犯罪者を恐怖させるためにコウモリのイメージを内包している。数十年間、様々なストーリー、メディア、アーティストの解釈を通してバットマンのコスチュームは変更されても、最も特徴的な要素は一貫性を維持している。顔のほとんどを覆うカバーカウル、コウモリのような耳のペア、胸に様式化されたバットエンブレム、そして常に存在するユーティリティベルトである。ケインとフィンガーは、もともと黒いマントとカウルとグレーのスーツを持つものとしてバットマンを創造したが、黒は着色される時の規則で青色で強調される。したがって、コスチュームの色は濃いブルーとグレーで登場する 。
- ティム・バートンの監督した『バットマン』および『バットマン リターンズ』では、真ん中に黄色のバットエンブレムがあり、完全に黒として描かれている。
- クリストファー・ノーランの監督した「ダークナイト・トリロジー」では、真ん中に黒色のバットエンブレムがある完全に黒いハイテクギアとして描かれている。
- ベン・アフレックが演じる「DCエクステンデッド・ユニバース」では、灰色のスーツに黒いカウル、黒いケープ、黒いバットシンボルとコミックブックにより忠実なスーツを着ている。

バットスーツはケブラーとノーメックスの特性を持ち、敵との戦闘を助け、重大な危機から身を守る。初期のコスチュームでは手袋は無地の物を身に着けていたが、現在の手袋は両腕の手甲部分に三枚の刃を備えている。キャラクターの外観、とくにコウモリの耳とケープの長さはアーティストによって大きく異なる。編集者のデニス・オニールは「我々には彼を同じにする必要性はありません。バットマンのバットケイブには200ぐらいのスーツがぶら下がっていることでしょう」と述べた。

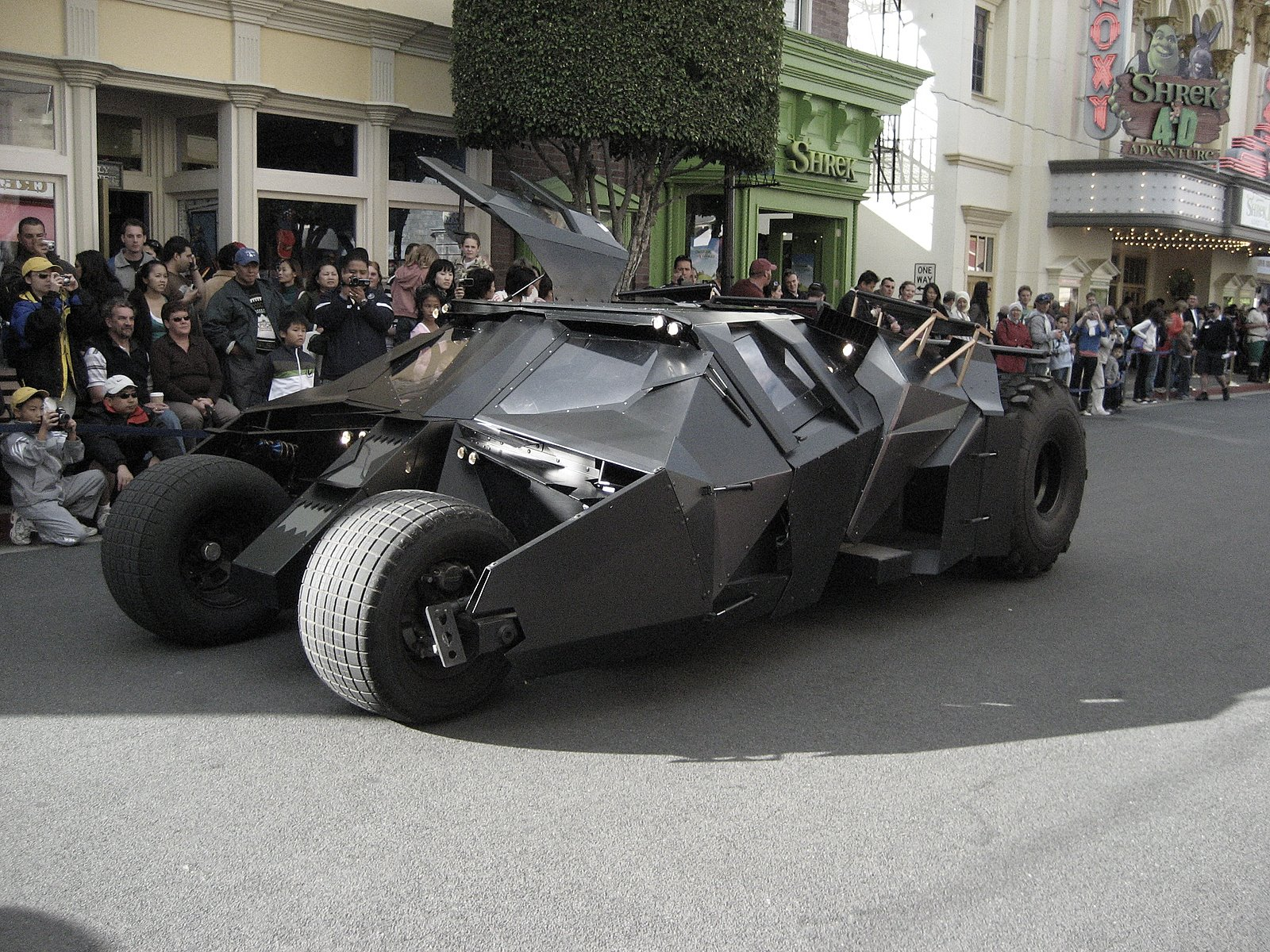
『バットマン ビギンズ』のタンブラー

バットモービル

コウモリを示唆する特徴がつけられている時もある、黒い装甲車。航空機のバットプレーン（のちのバットウイング）を使って呼び出すなど、様々な手段で輸送される。
バットマンの兵器には、バットを接頭辞にした名前が付けられている（バットラング、バットモービルなど）。バットマン自身はバットを接頭辞にした名前を採用した可能性が低いことを示唆している。『バットマン: ダークナイト・リターンズ』でバットマンはキャリー・ケリーに、子供がバットマンの車をそう呼んだため、若い頃にバットモービルを思い付いたと語る。ディック・グレイソンがバットマンとして活動していたコミックスには空中飛行するバットモービルも登場する。
- テレビドラマの『怪鳥人間バットマン 』では、使用された車はフォード・モーターが1955年に発表したコンセプトカーのリンカーン・フューチュラをベースに製作されている。テレビではキャットウーマンに乗られて持ち去られ、映画では変装したペンギンに盗ませジョーカー・リドラー・キャットウーマンの本拠地を探すために利用する。2018年の映画『レディ・プレイヤー1』にもこの車種が登場する。
- ティム・バートンの監督した『バットマン』および『バットマン リターンズ』では、機関銃や爆弾を搭載している。緊急時に側面部の外装を外す事で機動性を高める事が出来る。駐車時は盗難防止のため装甲を展開する機能がある。『ルーニー・テューンズ:バック・イン・アクション』にもバートン版のバットマンとともに登場する。
- ジョエル・シュマッカーの監督した『バットマン フォーエヴァー』および『バットマン & ロビン Mr.フリーズの逆襲』では、スケルトンデザインを使い、生物的なボディになっている。車体後部にはコウモリのウィングデザインが用いられている。『Mr.フリーズの逆襲』では『フォーエヴァー』のものよりフロントと後部のウイングが長くなり大型になっている。
- クリストファー・ノーランの監督した『ダークナイト・トリロジー』では、試作軍用車として作られていた「タンブラー（曲芸師）」が黒く塗装されてバットマン用の車両となるが、バットモービルとは呼ばれていない。タンブラーの前輪部分は脱出装置を兼ねたオートバイに変形するが、これは「バットポッド」と呼ばれている。「タンブラー」自体はストーリー中で走行不能になり爆破処分されている。
- ザック・スナイダーの監督した『バットマン vs スーパーマン ジャスティスの誕生』では、流線形や軍用車両を意識してデザインされ、サスペンションによる巡航速度の効率化も特徴となっている。
- 「GOTHAM/ゴッサム」のシーズン4エピソード18等では、バットモービルとして防弾車のフォード・マスタング2018年GTプレミアムファストバックモデルが登場。

ユーティリティベルト
ユーティリティベルトには犯罪と戦うツール、武器、調査機器などを携帯している。ベルトの異なるバージョンでは、ポーチやハードシリンダーとしてこれらのアイテムを携帯している。バットマンは携帯されたグラップネル・ガンを発射して空を飛ぶように描かれている。これはアンカーの付いたワイヤーを射出して、遠くの物体に取り付け、ワイヤーを巻き取る事でゴッサムシティの屋上をスイングする。銃はバットマンの両親の殺人事件で使用されたため、使うことを拒んでいる。
1960年代のテレビドラマではバットマンがめったに使わない武器が描かれている。例を挙げれば、バットコンピューター、バットスキャナー、バットレーダー 、バットカフス、バットポンツーン、バットドリンキングウォーターディスペンサー、バットカメラとバット偏光フィルター、 バットサメ除け、バットスプレー、バットロープなど。
バットシグナル
バットマンが必要になると、ゴッサムの警察署に設置されたサーチライトが照射され、夜空に輝くバットシンボルが作られる。
バットケイブ
地下洞窟に作られたバットマンの秘密基地。これはローカルとグローバルの両方の監視のために彼のコマンドセンターとして機能するだけでなく、犯罪との戦いのためにバットマンの車や機器を収容する。また、バットマンの記念品のための倉庫として使われる。『Batman: Shadow of the Bat (issue #45)』や『バットマン ビギンズ』、『インジャスティス2』では洞窟は地下鉄道の一部だったと言われている。ほかにもアーカム・アサイラムの地下や月にもバットケイブを作っている。

## その他
キャットウーマンとは長年にわたり仕事のパートナーとしての付き合いが続く。"Batman #24"（2017年8月）では、バットマンはキャットウーマンにプロポーズをする。"Batman #32"（2017年12月）でふたたびバットマンが尋ねるとキャットウーマンは「イエス」と答える。2人は"Batman/Catwoman: The Wedding Album"（2018年9月）で改めて結ばれる。
"THE BATMAN-ザ・バットマン-"（2022年）でバットマンを演じたロバート・パティンソンは「彼の心の中は悲しみが癒えておらず、彼は信じられないほど弱くて傷つきやすい子供のような部分がある。彼は自分自身を生き残らせるために、まったく異なる分身（バットマン）を持つ必要がある。」として役を演じた。